# Французская Экваториальная Африка
Францу́зская Экваториа́льная А́фрика (фр. Afrique Équatoriale Française, AEF) — колониальное владение Франции в центральной Африке в 1910—1958 годах. В состав Французской Экваториальной Африки входили Габон, Среднее Конго (Республика Конго), Убанги-Шари (Центральноафриканская республика), Французский Чад (c 1920 года). Столица (резиденция губернатора) — Браззавиль (в Конго).

## История
В 1911 году Франция в результате Агадирского кризиса потеряла часть территории, которая вошла в состав германской колонии Камерун, однако после поражения кайзеровской Германии в Первой мировой войне территория была возвращена.
Во время Второй мировой войны Французская Экваториальная Африка поддерживала силы «Свободной Франции», за исключением Габона, который находился на стороне правительства Виши до ноября 1940 года. Браззавильская конференция 1944 года стала первым шагом на пути деколонизации Французской Африки.
После Второй мировой войны Четвёртая французская республика начала расширять политические права своих колоний, Французская Экваториальная Африка вошла во Французский Союз. В 1946 году коренные жители африканских колоний получили ограниченные гражданские права. В 1956 году были избраны Территориальные ассамблеи, обладающие лишь консультационными полномочиями.
Когда в 1958 году образовалась Пятая французская республика, Французский Союз был преобразован во Французское сообщество, и Французская Экваториальная Африка формально прекратила своё существование. На входивших в её состав территориях были проведены референдумы, и колонии проголосовали за вхождение в новую структуру — созданный в 1959 году Союз Республик Центральной Африки. В августе 1960 года республики стали независимыми государствами.